# Халкіопа
Халкіопа (дав.-гр. Χαλκιόπη, трансліт. Халкіопа, латиніз. бронзоволика) — у грецькій міфології це ім'я належить кільком персонажам.
- Халкіопа — дочка царя Колхіди Еета і дружина Фрікса[1].
- Халкіопа — дочка Рексенора[2] (або царя Евбеї Халкодона[3]) і друга дружина афінського царя Егея. Вона не народила спадкоємців царю, тому він подарував її одному зі своїх друзів[4].
- Халкіопа — дочка Евріпіла з Косу, мати Фессала, сина Геракла[5].
- Халкіопа — дружина вищезгаданого Фессала, мати його сина Антіфа[6], імовірно також Федіппа та Нессона[7][8].
- Халкіопа або Халкіппа — дочка Фалера[9].
- Халкіопа — мати музиканта Ліна, якого вона народила від Аполлона[10].